# Utódlás (televíziós sorozat)
Az Utódlás (angolul: Succession) egy amerikai szatirikus fekete vígjáték-drámasorozat, amelyet Jesse Armstrong készített. Négy évadot sugároztak az HBO-n 2018. június 3-tól 2023. május 28-ig. A sorozat középpontjában a Roy család, a Waystar Royco globális média- és szórakoztatóipari konszern tulajdonosai állnak, akik a cég irányításáért harcolnak egymással.

## Története
Logan Roy, a Waystar Royco vezérigazgatójának egészségi állapota romlik. Négy gyermeke – az elidegenedett legidősebb fia, Connor (Alan Ruck), a hataloméhes Kendall (Jeremy Strong), a szerencsétlenkedő Roman (Kieran Culkin) és a politikailag hozzáértő Shiv (Sarah Snook) – akik mindannyian különböző mértékben kötődnek a céghez, elkezdenek felkészülni a jövőre apjuk nélkül, és versengenek a vállalaton belüli rangért.

## Szereplők
| Karakter          | Színész             | Magyar hang    |
| ----------------- | ------------------- | -------------- |
| Logan Roy         | Brian Cox           | Ujréti László  |
| Kendall Roy       | Jeremy Strong       | Rajkai Zoltán  |
| Shiv Roy          | Sarah Snook         | Ullmann Mónika |
| Roman Roy         | Kieran Culkin       | Horváth Illés  |
| Connor Roy        | Alan Ruck           | Rosta Sándor   |
| Tom Wabsgangs     | Matthew Macfadyen   |                |
| Greg Hirsch       | Nicholas Braun      | Tasnádi Bence  |
| Lukas Matsson     | Alexander Skarsgård |                |
| Marcia Roy        | Hiam Abbass         | Tóth Enikő     |
| Gerri Kellman     | J. Smith-Cameron    |                |
| Frank Vernon      | Peter Friedman      |                |
| Karolina Novotney | Dagmara Domińczyk   |                |
| Stewy Hosseini    | Arian Moayed        |                |
| Willa Ferreyra    | Justine Lupe        |                |
| Rava Roy          | Natalie Gold        | Solecki Janka  |
| Karl Muller       | David Rasche        |                |
| Hugo Baker        | Fisher Stevens      |                |
| Lawrence Yee      | Rob Yang            |                |

## Epizódok
| Évad | Évad | Részek száma | Részek száma | Eredeti sugárzás    | Eredeti sugárzás   |
| Évad | Évad | Részek száma | Részek száma | Évadbemutató        | Évadzáró           |
| ---- | ---- | ------------ | ------------ | ------------------- | ------------------ |
|      | 1.   | 10           | 10           | 2018. június 3.     | 2018. augusztus 5. |
|      | 2.   | 10           | 10           | 2019. augusztus 11. | 2019. október 13.  |
|      | 3.   | 9            | 9            | 2021. október 17.   | 2021. december 12. |
|      | 4.   | 10           | 10           | 2023. március 26.   | 2023. május 28.    |

## Elismerések
Az Utódlás számos díjat és jelölést kapott különböző televíziós díjátadó ünnepségeken. 75 Primetime Emmy-díjra jelölték, 19-et elnyert. Az első évad öt jelölést kapott, köztük a legjobb televíziós drámasorozatot, Jesse Armstrong pedig megnyerte a legjobb forgatókönyvért járó díjat.
A második évad 18 jelölést kapott, 7 győzelemmel; beleértve a legjobb televíziós sorozatot, Jeremy Strong a legjobb férfi főszereplőjéért, Cherry Jones a legjobb vendégszínésznőjéért, Arsmstrong a forgatókönyvéért és Andrij Parekh a rendezéséért kapott díjat.
A harmadik évad 25 jelölést kapott 4 győzelemmel; beleértve a legjobb drámasorozatot, Macfadyen a legjobb férfi mellékszereplő kategóriában nyert (az „ All the Bells Say ” című epizódért). J. Smith-Cameron, Adrien Brody, Arian Moayed, Alexander Skarsgård, Hope Davis és Sanaa Lathan színészi jelölést kapott. A sorozat három jelölést is kapott a legjobb rendezés drámasorozatban kategóriában.
A negyedik, egyben utolsó évad 27 jelölést kapott, 6 győzelemmel, beleértve a legjobb drámasorozatot; Culkin a legjobb férfi főszereplő; Snook a legjobb női főszereplő; Macfadyen a legjobb férfi mellékszereplő; Armstrong és Mark Mylod pedig a "Connor's Wedding" című epizód legjobb forgatókönyv és rendezés díját nyerték el. A jelölések között szerepelt Cox és Strong a legjobb férfi főszereplő kategóriában; Braun, Ruck és Skarsgård a legjobb férfi mellékszereplő kategóriában; Smith-Cameron a legjobb női mellékszereplő kategóriában; Cromwell, Moayed, Abbass, Jones és Walter pedig vendégszereplői jelölést kapott. Két jelölést is kapott a legjobb rendezés drámasorozatban kategóriában.

## Fordítás
Ez a szócikk részben vagy egészben  a   Succession (TV series) című angol Wikipédia-szócikk ezen változatának fordításán alapul.  Az eredeti cikk szerkesztőit annak laptörténete sorolja fel. Ez a jelzés csupán a megfogalmazás eredetét és a szerzői jogokat jelzi, nem szolgál a cikkben szereplő információk forrásmegjelöléseként.